# هيكتور تابيا
هيكتور تابيا (بالإسبانية: Héctor Tapia)‏ (30 سبتمبر 1912 بسانتياغو في تشيلي - ) هو لاعب كرة قدم تشيلي في مركز الهجوم. شارك مع منتخب تشيلي تحت 17 سنة لكرة القدم ومنتخب تشيلي تحت 20 سنة لكرة القدم ومنتخب تشيلي لكرة القدم. أما مع النوادي، فقد لعب مع كولو-كولو ونادي أونيفرسيداد كاتوليكا ونادي بالستينو ونادي بيروجيا ونادي ثون ونادي كروزيرو ونادي ليل ويونيون إسبانيولا.

## مسيرته الكروية
لعب هيكتور تابيا خلال مسيرته الاحترافية مع 8 أندية في عشرون موسمًا وسجل خلالها 146 هدف ضمن 349 مباراة. حيث فاز في موسمين بالكأس وفي ثلاثة مواسم بالدوري.
خاض هيكتور تابيا مسيرته مع نادي كولو-كولو في موسم 1994 في المرة الأولى ليلعب معه أربعة مواسم ثم في عامي 2001-2003 ولمدة موسمين ثم ما بين عامي 2005 و2006 لمدة موسم واحد، مشاركًا طوالها في 138 مباراة سجل خلالها 72 هدفًا. ثم انتقل إلى نادي بيروجيا في موسم 1999–00 في المرة الأولى لمدة موسم واحد ثم في موسم 2000–01 لمدة موسم واحد، حيث شارك طوالها في 4 مباريات ولم يسجل أي هدف. لينتقل بعدها إلى نادي أونيفرسيداد كاتوليكا ما بين عامي 1999 و2000 في المرة الأولى لمدة موسم واحد ثم في عامي 2007-2009 ولمدة موسمين، مشاركًا طوالها في 47 مباراة سجل خلالها 23 هدفًا. ثم انتقل إلى نادي بالستينو في عامي 2002-2004 في المرة الأولى ولمدة موسمين ثم ما بين عامي 2009 و2010 لمدة موسم واحد، مشاركًا طوالها في 71 مباراة سجل خلالها 40 هدف. هذا وانتقل لاحقًا إلى نادي ليل في موسم 2002–03 ولمدة موسمين، مشاركًا في 37 مباراة سجل خلالها 5 أهداف. ثم انتقل بعدها إلى نادي كروزيرو ما بين عامي 2004 و2005 لمدة موسم واحد، مشاركًا في 22 مباراة سجل خلالها 4 أهداف. ليعود وينتقل من جديد، لكن هذه المرة إلى نادي يونيون إسبانيولا ما بين عامي 2006 و2007 لمدة موسم واحد، مشاركًا في 20 مباراة ولم يسجل أي هدف. لينتقل بعدها إلى نادي ثون في موسم 2006–07 لمدة موسم واحد، مشاركًا في 10 مباريات سجل خلالها هدفين.

## وصلات خارجية
- هيكتور تابيا على موقع الاتحاد الدولي (مؤرشف)  (الإنجليزية)
- هيكتور تابيا على موقع قاعدة بيانات كرة القدم.إي يو (الإنجليزية)
- هيكتور تابيا على موقع بيانات كرة القدم. دي إي (الألمانية)
- هيكتور تابيا على موقع ناشيونال فوتبول تيمز (الإنجليزية)
- هيكتور تابيا على موقع Soccerway.com (الإنجليزية)
- هيكتور تابيا على موقع عالم كرة القدم.نت (الإنجليزية)
- هيكتور تابيا على موقع أوليمبيديا (الإنجليزية)